# 洋蔥形圓頂

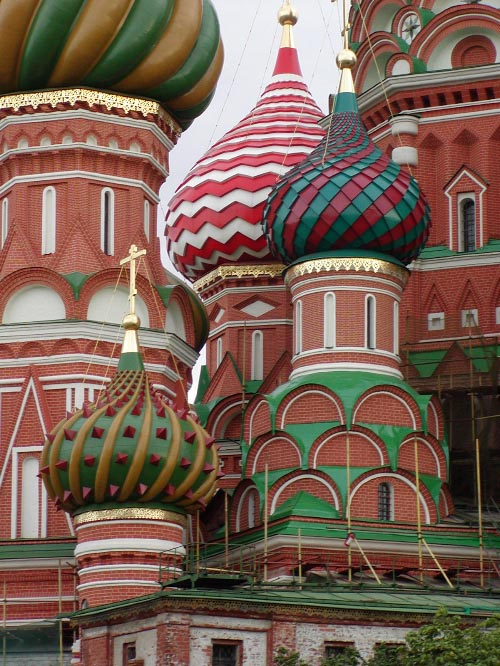
莫斯科聖巴素大教堂的洋蔥形圓頂

洋蔥形圓頂（羅馬化：lúkovichnaya glava）是一種圓頂建築，遍布於東歐（尤其常見於俄羅斯東正教教堂）、蒙兀兒印度、中東及中亞等地。

## 建築特色與盛行地區
洋蔥形圓頂的外觀為獨特的尖形球根或洋蔥形狀，其直徑大於下方之鼓座，高度通常亦大於寬度。
最初盛行於西元八世紀左右的伊斯蘭建築，在中東及印度地區，經常位於清真寺的尖塔上，或置於回教寺院及居家建築的中央或角落上方。
至十八世紀前，俄羅斯、西班牙、奧地利、德國巴伐利亞及東歐等地亦紛紛使用。在十九世紀則影響了其他西式建築風格與地區。
至於設置於塔樓上，類似翻轉的杯子或尖頂的小圓穹，則稱之為「小圓頂」。

## 外部連結
- 维基共享资源上的相關多媒體資源：洋蔥形圓頂